# 주만 가나에
주만 가나에(일본어: 中馬 庚, 1870년(메이지 3년) 3월 10일(음력 2월 9일) ~ 1932년(쇼와 7년) 3월 21일)는 일본의 교육자이다.
미국에서 전래된 스포츠 : 영어 ‘Baseball’(베이스볼)을 일본어 ‘野球’(야구)로 번역하였던 최초의 인물로 알려졌다. 또, "숏스톱은 전열로 시기를 따져보고 대기하며, 돌아서서 움직이고 이쪽 저쪽으로 굳히는 '유군(遊軍)'으로 보는 듯하다"라는 설명으로 '遊擊手'(유격수)라는 명칭을 넓혔다. 1970년에 일본의 야구 전당으로 입성(특별표창)하였다.

## 인물
사쓰마국 가고시마성 시모니시 센고쿠 바바 정(現 가고시마현 가고시마시 니시센고쿠 정) 출신으로 아명은 고시로(康四郎)이다. 옛 성(姓)은 곤도(今藤)이며, 삼남으로 태어난 그가 외동딸인 어머니의 가문을 계승하여 주만(中馬)을 성으로 사용하게 되었다. 이름은 「주마 가노에」라고 읽혀지나, 「주만 가나에」라고 올바르게 읽혀지고 있다.
메이지 20년(1887년) 3월에 산슈 의숙을 졸업하고, 그 해 9월에 제일고등중학교로 진학하였다. 선수로서 활약하였던 메이지 26년(1893년)에는 제일고등중학교를 졸업할 때에 출판하는 '베이스볼 역사' 집필을 의뢰받았지만, 그 때에 '베이스볼을 무엇으로 해석하나'라는 고민이 들이닥쳤다. 당시 그 구기에는 일반적으로 베이스볼이라고 불리게 되어, 해석어 사용에 필요가 있을 경우에는 '정구(庭球)'라고 불리게 되었다. 하지만, '정구'로도 헷갈려지며, 새로운 용어를 생각해야 할 필요가 있었다.
집필 완성에 가까워지던 당시의 메이지 27년(1894년) 가을, ‘Ball in the field’라는 영어 숙어를 ‘야구(野球)’ 라고 불리며 테니스는 정원에서 하는 걸 '정구(庭球)', 베이스볼은 들판에서 하는 걸 '야구(野球)'라고 설명하였다. 이 중에 제일고등중학교는 학제개혁에 의해 제일고등학교라고 개칭하며 1895년 2월에 '일고 야구부사'를 발행하였다. 그 후, 주만은 도쿄 제국 대학(現 도쿄 대학)으로 진학하고 있다.
메이지 30년(1897년), 주만은 일반인들을 위한 야구전문서 '야구'를 5월에 출판하며, '베이스볼'의 해석어로 등장하는 '야구'가 일반으로 등장하였으나, 잡지나 신문에서 '야구'라는 말을 사용하게 되는 일반적인 인지를 받는 건, 그 당시부터 5년 정도 이후로 흘러갔다. 같은 해 7월에는 도쿄 제국 대학의 사학과를 졸업하고, 병역 의무를 마치고 고향의 가고시마로 돌아오며 교사가 되었다.
메이지 39년(1906년), 가고시마 제이 중학교의 교두로 활동하였고, 메이지 42년(1909년) 7월에는 니이가타 현 이토이가와 중학교, 메이지 45년(1912년) 1월에는 니이가타 중학교, 같은 해 10월에는 아키타 현 오오다테 중학교, 다이쇼 3년(1914년) 12월에는 도쿠시마 현 와키마치 중학교의 교장으로 역임하였다. 다이쇼 6년(1917년) 2월에 와키마치 중학교에서 퇴직하였던 이후, 다이쇼 7년(1918년)부터 나니와 은행(1920년, 쥬고 은행에 흡수합병됨)에서 근무하며, 다이쇼 14년(1925년)에 정년 퇴직을 하였다. 쇼와 7년(1932년) 3월 21일에 62세로 사거하였다.
쇼와 45년(1970년)에는 일본의 야구 전당으로 입성(특별표창)하며, 그의 부조에는 이하의 현장문이 새겨져있다.
메이지 27년에는 베이스볼을 '야구'라고 최초에 번역하였던 인물로, 메이지 30년에는 야구 연구서 '야구'를 저작하였으며, 단행본으로 간행하였던 최초의 전문 서적으로, 일본 야구계의 역사적 문헌으로 전해지고 있다. 일고 시대에는 유명 2루수이고, 대학에 다닐 때나 코치·감독으로서 후배를 지도하였으며, 메이지 초창기 시대의 학생야구를 기르는 아버지로 불린다.

## 참고 문헌
- 요코타 준야 『메이지 재미있는 박람회』, 니시닛폰 신문사, 1998년, 14-17 쪽

## 관련 인물
- 호레이스 윌슨 - 일본으로 방문하여 처음에 영어로 야구를 전국적으로 전파하여 가르쳤던 미국인 교사.
- 마사오카 시키 - 베이스볼을 야구로 번역하였다는 속설이 있는 또 다른 인물. 자세한 사항은 마사오카 시키와 야구를 참조.
- 고토 젠묘 - 전직 와키마치 고교 교장, '아아 봇케몬 - "야구의 이름 붙이 아버지" 주만 가나에 와키 중 교장전' 저자.